# 256813 Marburg
256813 Marburg este un asteroid din centura principală, descoperit pe 11 februarie 2008, de Erwin Schwab și Rainer Kling.